# Blackrock (Washington)
Blackrock az Amerikai Egyesült Államok északnyugati részén, Washington állam Yakima megyéjében elhelyezkedő önkormányzat nélküli település.
A Blackrock-patak menti település nevét egy közeli szikláról kapta. A boltot és a postahivatalt 1906-ban alapította Abraham Vanderlinde, az első postamester.

## Fordítás
Ez a szócikk részben vagy egészben  a   Blackrock, Washington című angol Wikipédia-szócikk ezen változatának fordításán alapul.  Az eredeti cikk szerkesztőit annak laptörténete sorolja fel. Ez a jelzés csupán a megfogalmazás eredetét és a szerzői jogokat jelzi, nem szolgál a cikkben szereplő információk forrásmegjelöléseként.